# 機匠灣
密歇尼克灣（英語：Mechanics Bay）是新西兰奥克兰市的一个区域。

## 历史
早期，密歇尼克灣是毛利人的聚居地。
1804年，随着新西兰成为英国殖民地，密歇尼克灣开始进行填海工程。
1860年，欧洲移民开始在该地区定居。
1930年，密歇尼克灣成为奥克兰火车站的一部分，并且被称为奥克兰市区的主要火车总站。然而，后来奥克兰市区的火车总站迁至布里托马特（Britomart）。

## 重要地标
奥克兰海洋拯救中心